# Thela
Thela (bei Johannes von Antiochia falsch Oklan; † 493) war ein Sohn des weströmischen Offiziers Odoaker, der seit 476 in Italien herrschte, und der Sunigilda.

## Leben
Thelas Vater Odoaker hatte 476 den von Byzanz nicht anerkannten Gegenkaiser Romulus Augustulus abgesetzt. Nach dem Tod des legitimen Westkaisers Julius Nepos 480 im dalmatischen Exil regierte der patricius Odoaker in Italien offiziell als Statthalter des oströmischen Kaisers Zenon, de facto aber eigenständig.
488 entsandte Zenon eine ostgotische Streitmacht unter Theoderich, um Odoaker zu entmachten. Der in die Enge getriebene Odoaker schritt nun zur offenen Usurpation: Noch vor der Schlacht an der Adda (11. August 490) erhob er Thela in Rom zum Caesar und ließ sein eigenes Porträt auf Münzen prägen.
Bei der Übergabe Ravennas im Februar 493 (Rabenschlacht) wurde Thela als Geisel an die Ostgoten ausgeliefert. Theoderich ermordete Odoaker wenig später eigenhändig. Thela wurde nach Gallien verbannt, aber wenig später nach einem Flucht- oder Rückkehrversuch umgebracht.